# Москаленка
Москале́нка —  село в Україні, у Генічеській міській громаді Генічеського району Херсонської області. Населення становить 346 осіб.

## Населення

### Мова
Розподіл населення за рідною мовою за даними перепису 2001 року:
| Мова            | Кількість | Відсоток |
| --------------- | --------- | -------- |
| українська      | 185       | 53.47%   |
| російська       | 126       | 36.42%   |
| румунська       | 1         | 0.29%    |
| інші/не вказали | 34        | 9.82%    |
| Усього          | 346       | 100%     |

## Історія
12 червня 2020 року, відповідно до Розпорядження Кабінету Міністрів України № 726-р «Про визначення адміністративних центрів та затвердження територій територіальних громад Херсонської області», увійшло до складу Генічеської міської громади.
17 липня 2020 року, в результаті адміністративно-територіальної реформи та ліквідації  колишнього Генічеського району увійшло до складу новоутвореного Генічеського району.
24 лютого 2022 року село тимчасово окуповане російськими військами під час російсько-української війни.